# Z̃
La Z con virgulilla (Mayúscula: Z̃ minúscula: z̃), es un grafema utilizado en la escritura zapoteca de choapan. Esta es la letra Z diacrítica con virgulilla.

## Uso
La Z virgulilla se utilizó en sami del norte en la revista Samealbmug publicada en 1921 y 1922.

## Codificación
La Z con virgulilla se puede representar en Unicode con los siguientes caracteres:
| forma     | representación | Puntos de código | descripción                             |
| --------- | -------------- | ---------------- | --------------------------------------- |
| Mayúscula | Z̃              | U+005A U+0303    | Letra mayúscula latina z con virgulilla |
| minúscula | z̃              | U+007A U+0303    | Letra minúscula latina z con virgulilla |